# Dufourea bernardina
Dufourea bernardina är en biart som först beskrevs av Michener 1937.  Dufourea bernardina ingår i släktet solbin, och familjen vägbin. Inga underarter finns listade i Catalogue of Life.